# Simion Schöbel
Simion Schöbel ( Sebeș, 22 de fevereiro de 1950) é um ex-handebolista profissional, medalhista olímpico.

## Títulos
- Jogos Olímpicos:
  - Bronze: 1972